# Барон Лаут

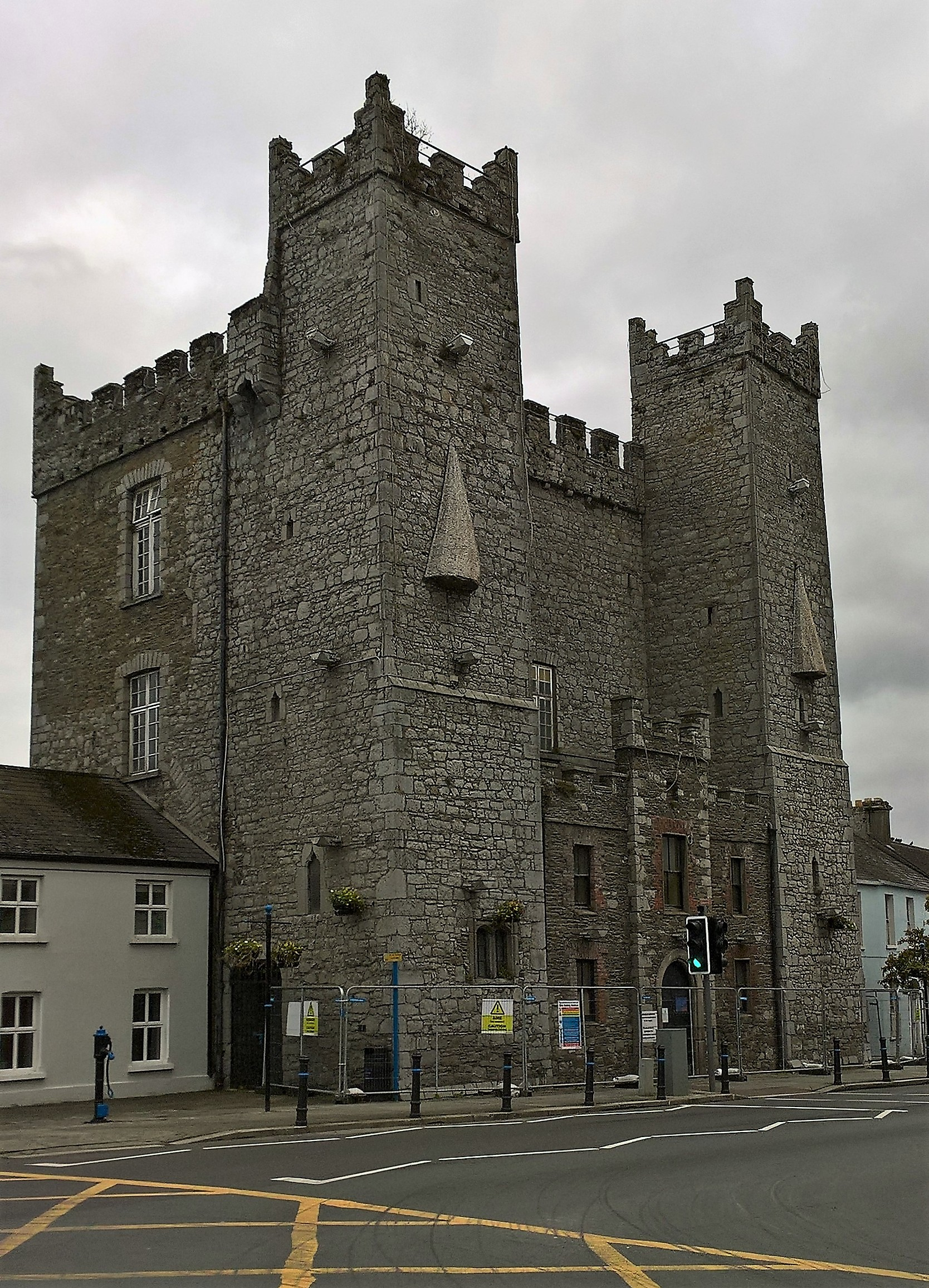
Замок Арді.

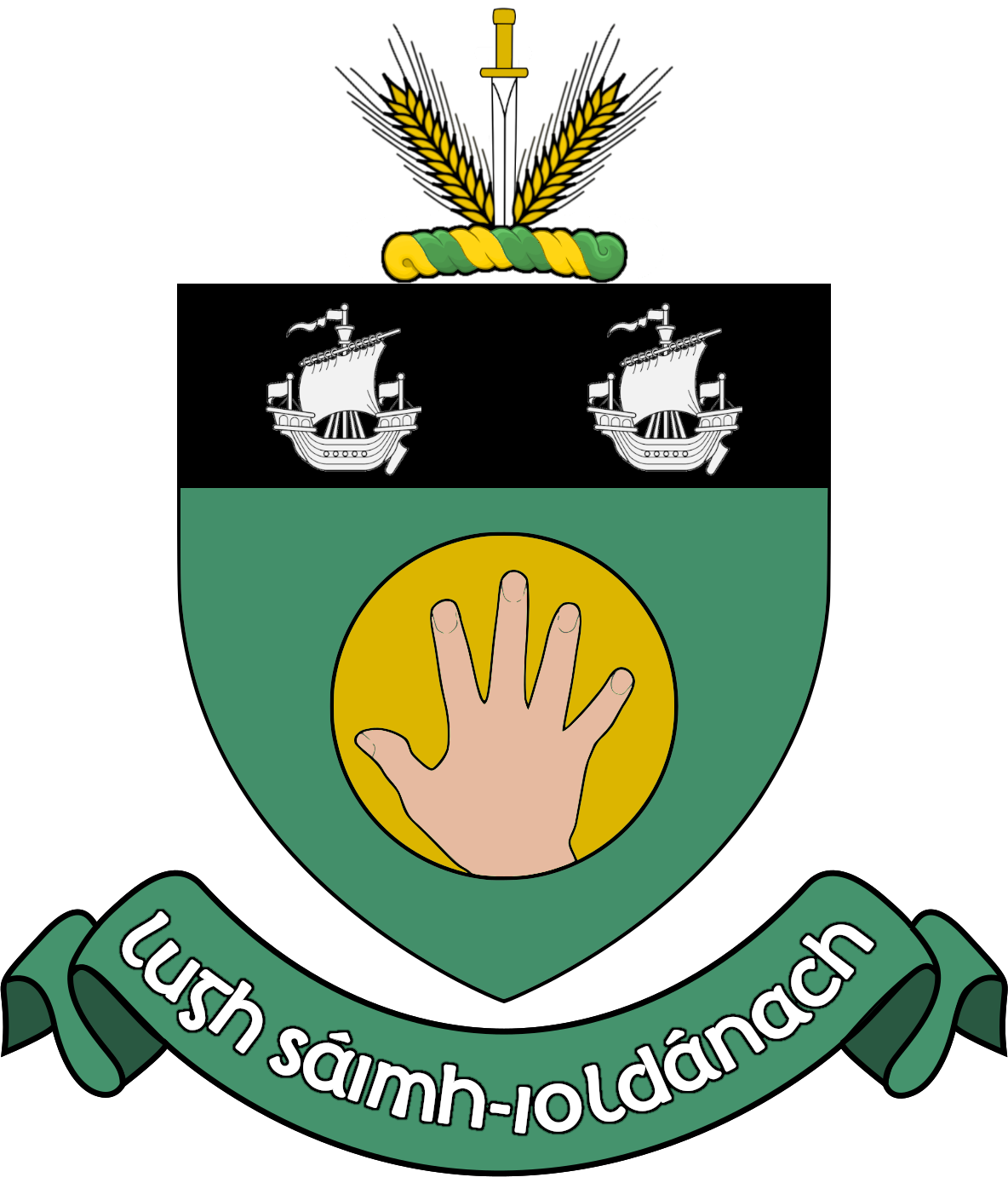
Герб графства Лаут.

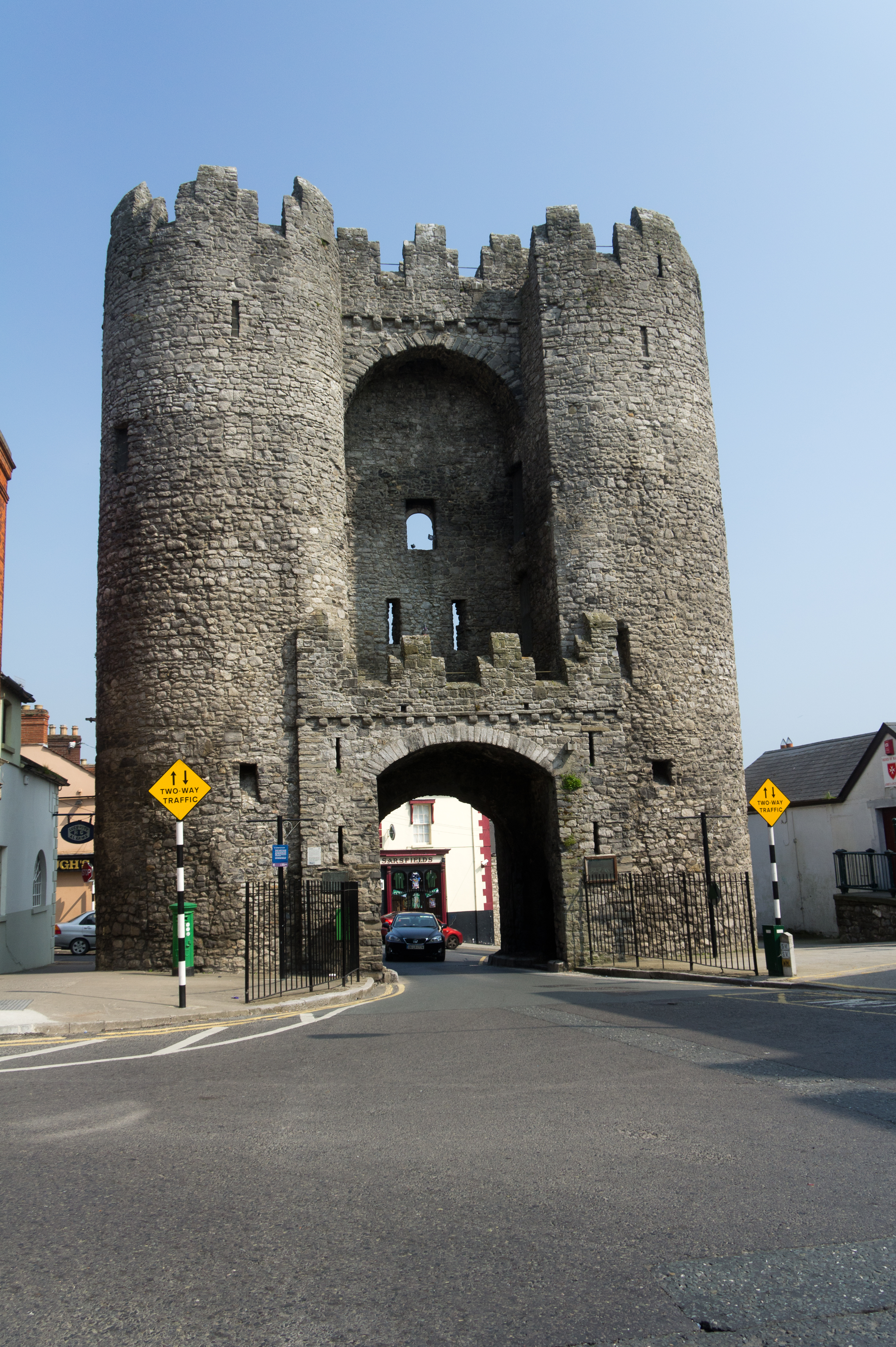
Замок Святого Лауренса в Дроґеді.

Барони Лаут (англ. Baron Louth) — аристократичний титул в Ірландії, пери Ірландії.

## Історія баронів Лаут
Титул баронів Лаут створювали двічі. Вперше титул було створено в 1458 році для сера Томаса Бата, що став потім головним бароном казначейства Ірландії. Томас Бат був адвокатом і суддею. Навіть на фоні бурхливого і неспокійного XV століття у нього було життя сповнене буремних подій і несподіванок. Його оголошували поза законом, конфісковували власність, але потім відновлювали в правах, повертали конфісковане. Він давно мав претензії на титул барона Лаут, але англійська влада вперто не хотіло цей титул визнавати. Зрештою, він отримав титул та ще й наприкінці життя отримав посаду барона казначейства Ірландії. Томас Бат належав до родини землевласників. Основні володіння Батів були в графстві Міт, в Аткарні, що поблизу Дуліка. На титул барона Лаут Томас претендував з 1450 року, але парламент Ірландії неодноразово відхиляв ці претензії. Замолоду він був сварливим, конфліктним, вів вкрай бурхливе життя, мав репутацію мало не розбійника. У 1439 році він був у Лондоні, вивчав право. Там його звинуватили в «поганій поведінці» і кинули до в'язниці Лудгейт, але потім звільнили. Набагато серйозніші звинувачення висунули Томасу Бату в 1449 році — його звинуватили в нападі на доктора Джона Стекпоула — священника при абатстві Бектів. Доктор Стекпоул стверджував, що Томас Бат його викрав і ув'язнив і вимагав відлучити його від церкви. Також доктор Стекпоул стверджував, що Томас Бат виколов йому очі і вирвав язик, а потім Господь повернув йому втрачені органи на місце і зцілив, що було очевидним абсурдом навіть в ті часи забобонного XV століття. Ців звинувачення стали в 1460 році об'єктом розслідування в Парламенті Ірландії. Але це не зашкодило Томасу Бату отримати титули і посади. Під час «Війни Білої та Червоної троянд» більшість ірландських аристократів підтримували Йорків, але Джеймс Батлер — V граф Ормонд, з яким тісно був пов'язаний Томас Бат, підтримав Ланкастерів. Парламент Англії 1459 року, який прозвали в Англії «парламентом диявола» призначив графа Ормонд лорд-лейтенантом Ірландії, а Томаса Бата його заступником. Але оскільки Ірландія підтримувала Йорків ця постанова парламенту так і не набула чинності. Йорки скликали Парламент Ірландії в Дроґеді в 1460 році, на який викликали Томаса Бата — «удавного лорда Лаут» з'явитися і відповісти на всі звинувачення в злочинах. Томас Бат хоч і був авантюристом, але не був самогубцем і в Парламент не з'явився. Його оголосили поза законом, але він зумів всі свої маєтки переписати на сина. Але король Англії Едвард IV і наступні королі Англії були прихильниками примирення — Томасу Бату повернули титули, маєтки і посади. У нього був син — Джон Бат з Арді, але не дивлячись на це титул зник разом зі смертю Томаса Бата в 1478 році.
Вдруге титул баронів Лаут був створений в 1541 році для сера Олівера Планкетта. Олівер Планкетт був сином Річарда Планкетта з Бол'є (пом. 1508) — верховного шерифа Лаута та його дружини Кетрін Нангл — дочки Томаса Нангла — XV барона Наван. Олівер Планкетт спочатку одружився з Кетрін — дочкою Джона Рокфорта з Керріка (графство Кілдер) та Геннеть Декстер. Олівер з Кетрін мав 9 дітей. Вдруге Олівер Планкетт одружився з Мод Бат — дочкою Волтера Бата з Рахфай і мав з нею 6 дітей. Третій раз Олівер Планкетт одружився з вдовою Волтера Голдінга з Пірстауна і мав з нею ще 6 дітей. Дарування титула барона Лаут було частиною політики короля Англії Генріха VIII подарунками прихилити на свою сторону ірландську шляхту. Це, зрештою, діяло. Планкети в майбутньому були вірні англійській короні. Прапрапраправнук Олівера Планкетта — VII барон Лаут отримав посаду лорд-лейтенанта графства Лаут. Але потім під час так званих вільямітських (якобітських) війн він (як і більшість ірландців) підтримав скинутого короля Англії, Шотландії та Ірландії Якова ІІ. За це Метью Планкетт — VII барон Лаут був оголошений поза законом. Але його правнук — ХІ барон Лаут зумів відмінити цей указ і повернути йому титул (посмертно). На сьогодні титулом барон Лаут володіє його нащадок — Джонатан Олівер Планкетт — XVII барон Лаут. Він успадкував цей титул у 2013 році. Родичами баронів Лаут було чимало видатних людей. Так Сент-Олівер Планкетт був родичем баронів Лаут. Адмірал Пітер Воррен був правнуком V барона Лаут по жіночій лінії.

## Династії баронів Лаут

### Перше заснування титулу 1458 року
- Томас Бат (помер 1478) — І барон Лаут

### Друге заснування титулу 1541 року
- Олівер Планкетт (помер 1555) — І барон Лаут
- Томас Планкетт (бл. 1547—1571) — ІІ барон Лаут
- Патрік Планкетт (1548—1575) — ІІІ барон Лаут
- Олівер Планкетт (помер 1607) — IV барон Лаут
- Метью Планкетт (помер 1629) — V барон Лаут
- Олівер Планкетт (1608—1679) — VI барон Лаут
- Метью Планкетт (помер 1689) — VII барон Лаут (оголошений поза законом)
- Олівер Планкетт (1668—1707) — де-юре VIII барон Лаут
- Метью Планкетт (1698—1754) — де-юре IX барон Лаут
- Олівер Планкетт (1727—1763) — де-юре X барон Лаут
- Томас Олівер Планкетт (1757—1823) — XI барон Лаут (титул відновлено офіційно)
- Томас Олівер Планкетт (1809—1849) — ХІІ барон Лаут
- Рендал Персі Отвей Планкетт (1832—1883) — ХІІІ барон Лаут
- Рендал Пілігрим Ральф Планкетт (1868—1941) — XIV барон Лаут
- Отвей Рендал Персі Олівер Планкетт (1892—1950) — XV барон Лаут
- Отвей Майкл Джеймс Олівер Планкетт (1929—2013) — XVI барон Лаут
- Джонатан Олівер Планкетт (нар. 1952) — XVII барон Лаут

Спадкоємцем титулу є син нинішнього власника титулу — Метью Олівер Планкетт (народився 1982).
Історичною резиденцією баронів Лаут був Лаут Холл, що біля міста Арді (ірландська назва Балє Аха Фірдіа) (графство Лаут, Ірландія).